# 961
Раннє Середньовіччя •  Епоха вікінгів •  Золота доба ісламу •  Реконкіста

## Геополітична ситуація
Василевсом Візантії був Роман II Молодший.
Західним Франкським королівством правив, принаймні формально, Лотар, Східним Франкським королівством правив Оттон I, оголошений також королем Італії.
Північ Італії належить Італійському королівству, середню частину займає Папська область, герцогства на південь від Римської області незалежні, деякі області на півночі та на півдні належать Візантії, інші окупували сарацини. Південь Піренейського півострова займає Кордовський халіфат, у якому править Аль-Хакам II. Північну частину півострова займають королівство Астурія і королівство Галісія та королівство Леон, де править Санчо I.
Королівство Англія очолює Едгар Мирний.
У Київській Русі править княгиня Ольга. У Польщі — Мешко I, Перше Болгарське царство очолює цар Петро I, Богемія, Моравія, у Хорватії король Михайло Крешимир II. Великим князем мадярів був Такшонь.
Аббасидський халіфат очолює аль-Муті, в Іфрикії владу утримують Фатіміди, в Середній Азії — Саманіди. У Китаї розпочалося правління династії Сун. Значними державами Індії є Пала, держава Раштракутів, Пратіхара, Чола. В Японії триває період Хей'ан. На північ від Каспійського та Азовського морів існує Хозарський каганат.

## Події
- Місія німецького єпископа Адельберта в Київську Русь.
- Король Східного Франкського королівства Оттон I пішов походом в Італію, змістив віце-короля Беренгара II і знову коронувався королем Італійського королівства. Папа Іван XII, прагнучи звільнитись від впливу римської знаті, запросив Оттона в Рим.
- Візантійський флот на чолі з Никифором Фокою відбив у арабських піратів Крит.
- Королем Норвегії став Гаральд II.
- Пожежа знищила собор святого Павла в Лондоні.
- Кордовський халіфат очолив Аль-Хакам II.